# Белый ворон
«Бе́лый во́рон» — советский художественный фильм 1980 года режиссёра Валерия Лонского в жанрах драма и мелодрама.

## Сюжет
Шахтёр Егор из Донецка едет на отдых в Геленджик. Там он желает познакомиться и понравиться, как и все на курорте. И делает это со свойственной ему прямотой. Но не всем это по душе. В итоге он оказывается привязанным к столбу на пляже на всю ночь. Его спасает Соня — тоже отдыхающая. Девушка так нравится Егору, что он буквально захвачен ею, и все дни до её отъезда проводит только с ней. Его не останавливает даже то, что Соня замужем. Она не поддаётся на уговоры и признания и уезжает домой, к мужу.
Муж Сони очень изменился за последнее время, стал другим, больше интересуется благосостоянием и карьерой, чем женой.
Соне плохо с ним. Егор, помаявшись несколько дней на курорте, решает ехать к ней в гости.
Соня ошеломлена. Мало того, что Егор нагрянул ни с того ни с сего, так ещё и попадает на день рождения мужа, где выглядит белым вороном среди гостей. Ведь его прямодушие и простота так отличаются от окружения Сони!
В компании ему прямо указывают на то, что он здесь лишний. Но не таков Егор, чтобы просто так сдаваться. Он встречает Соню после работы, похищает её, делает всё, чтобы остаться с ней. Похищение провалилось по техническим причинам (старый «Запорожец» заглох).
Напор Егора делает своё дело. Соня начинает сомневаться и даже просится пожить к подруге, чтобы подумать без истерик мужа. Но тот узнает, где скрывается жена, с друзьями подкарауливает Егора и избивает его. Когда Соня находит избитого Егора, к тому же сброшенного в котлован, она понимает, что любит его. Но она не может уйти от мужа, так как без неё он точно пропадет.
В итоге она остаётся не с тем, кого больше любит, а с тем, кого больше жалеет.

## В главных ролях
- Владимир Гостюхин — Егор Васильевич Иконников
- Ирина Дымченко — Соня (Софья Андреевна)
- Александр Михайлов — Аркадий Васильев

### В фильме снимались
- Ирина Акулова — Рита
- Лев Борисов — дядя Коля
- Борис Щербаков — Толик
- Владимир Земляникин — Сергей Лоскутов
- Виктор Филиппов — чтец-декламатор Кирилл Ларский
- Роман Хомятов — Нестеров
- Валентина Грушина — Лена
- Виктор Фокин — Алексей
- Сергей Торкачевский — Серёга
- Любовь Полищук — Нестерова
- Тамара Совчи — Лоскутова Люба

### В эпизодах
- Виктор Борисов
- Ольга Бобылёва — Катя, девушка на танцах
- Юрий Гусев — Денис
- Вадим Грачёв — председатель фабкома
- Сергей Дитятев
- Николай Дёмин — приятель Егора
- Наталья Острикова — девушка на танцах
- Александр Пятков — Миша, ведущий дискотеки
- А. Потапов
- Сергей Рубеко — шахтёр
- Леонид Трутнев — парень на танцах, любитель Джо Дассена
- Елена Мельникова (нет в титрах)
- Ирина Дитц — отдыхающая (нет в титрах)

## Съёмочная группа
- Авторы сценария — Валерий Лонской, Владимир Железников
- режиссёр-постановщик — Валерий Лонской
- оператор-постановщик — Владимир Папян
- художник-постановщик — Пётр Киселёв
- композитор — Исаак Шварц
- звукооператор — Л. Воскальчук
- дирижёр — Э. Хачатурян
- режиссёр — З. Рогозовская
- операторы — В. Полянский, С. Чибриков
- художник по костюмам — Т. Чапаева
- монтажёр — Ирма Цекавая
- художник-гримёр — И. Киреева
- комбинированные съёмки:

оператор — А. Евмина
художник — Э. Маликов
- редактор — О. Козлова
- музыкальный редактор — М. Бланк
- директор картины — Леонид Коновалов